# آرت دبي (معرض)

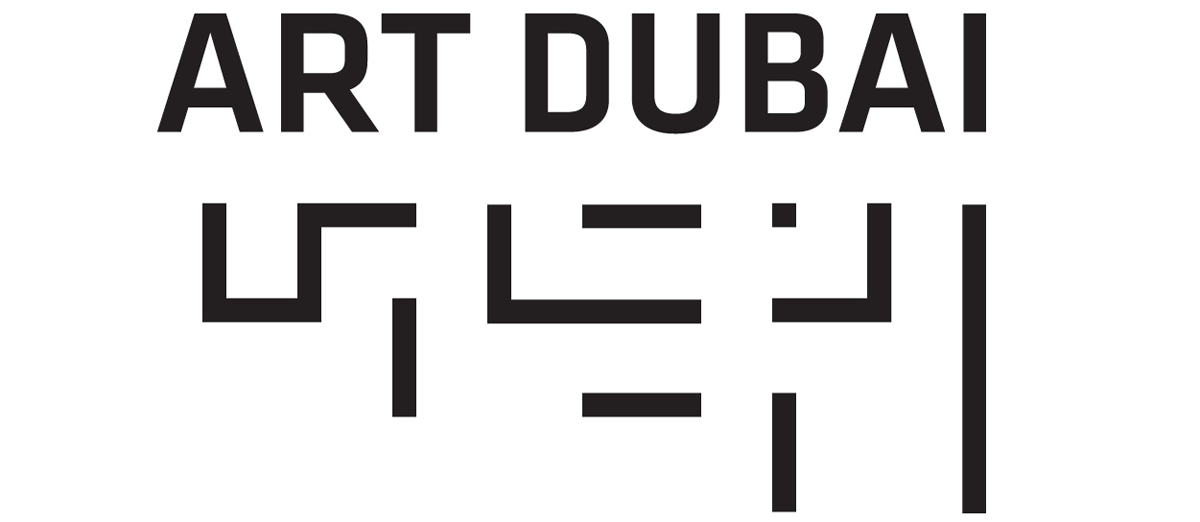
شعار آرت دبي

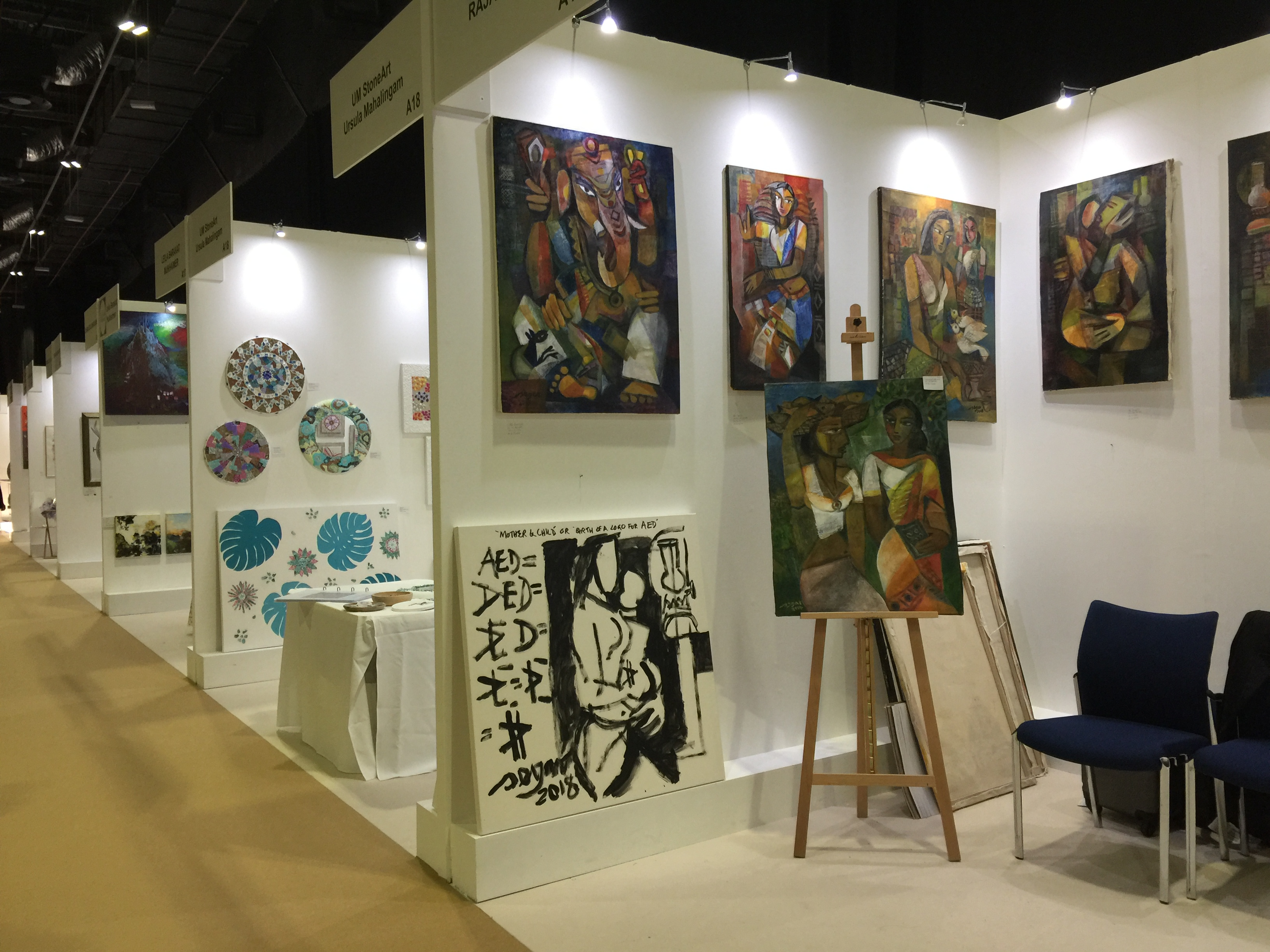

آرت دبي (فن دبي)، هو معرض فني دولي رائد يقام في شهر مارس (آذار) سنويًا في دبي. تأسس آرت دبي عام 2007، المنصة البارزة للفنون من الشرق الأوسط وشمال إفريقيا وجنوب آسيا. يضم المعرض في كل عام مجموعة متنوعة من أكثر من 90 معرضاً من أكثر من 40 دولة مختلفة، من الأسماء المألوفة إلى المساحات الفنية الناشئة؛ مما يجعله المعرض الفني الأكثر تنوعًا على مستوى العالم.
يُعد آرت دبي أحد الأحداث الرئيسية في التقويم الفني الدولي فقد استقطب أكثر من 30 ألف زائر في عام 2019، بما في ذلك جامعي الأعمال الفنية والإقليميين والدوليين المقيمين في الإمارات العربية المتحدة، والقيمين، والرعاة، وما يقارب 100 متحف ومؤسسة زائرة. إلى جانب قاعات المعارض. تشمل برامج آرت دبي الواسعة مشاريع فنانين وقيّمين، وإقامات ومبادرات تعليمية ومنتدى عالميًا للفنون.
يقام آرت دبي تحت رعاية نائب رئيس الدولة رئيس مجلس الوزراء حاكم دبي الشيخ محمد بن راشد آل مكتوم.
أصبحت نسخة 2020 من آرت دبي رقمية (إلكترونيًا) بسبب جائحة كوفيد 19؛ ستقام النسخة الخامسة عشرة من آرت دبي في مارس (آذار) 2022.

## صالات العرض

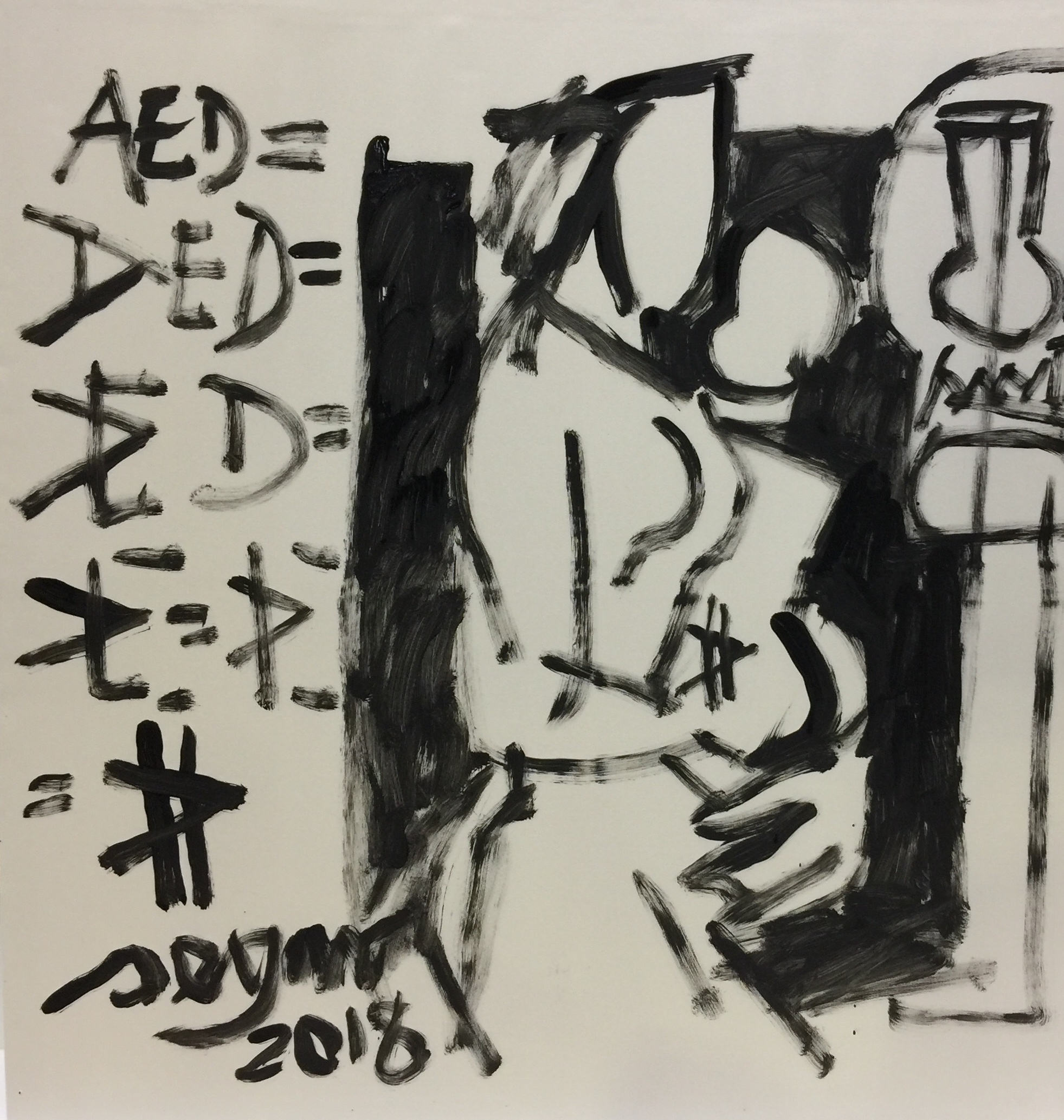

### آرت دبي معاصر
تنقسم قاعات معرض آرت دبي إلى أربعة أقسام رئيسية: المعاصر والحديث والبوابة والمقيمون. يتميز آرت دبي معاصرة بصالات عرض تجارية تعمل في السوق الأولية والتي جرى إنشاؤها منذ عامين على الأقل. يجري اختيار نحو 60 معرضًا كل عام لآرت دبي المعاصر؛ بدءًا من المعارض الراسخة إلى المساحات الفنية الأصغر من العواصم الفنية الممثلة تمثيلًا ناقصًا. بالمثل؛ فإن الفنانين المعروضين يتنوعون من الممارسين الناشئين إلى الصناعات ذات الوزن الثقيل. الأعمال المعروضة في المعرض تشمل الغلاف الفني والرسم والنحت والتركيب والفيديو والتصوير والأداء. في نسخة 2019 من آرت دبي؛ عرض أكثر من 90 معرضاً من أكثر من 40 دولة بما في ذلك الوافدون الجدد من دول الكاميرون وكولومبيا.
تضم لجنة اختيار آرت دبي المعاصر من: بريانكا رجا (الخبير - كلكتا) وإيزابيل فان دين ايندي (غاليري إيزابيل فان دن أيندي - دبي) وأندريه صفير-سملر (غاليري صفير- سملر - هامبورغ / بيروت) وأورسولا كرينزينجر (غاليري كرينزينجر - فيينا).

### آرت دبي الحديث
تأسسَ آرت دبي الحديث في عام 2014، وهو مكرس للفن الحديث من الشرق الأوسط وأفريقيا وجنوب آسيا. يقدم كل عارض عرضًا فرديًا أو لشخصين أو متعدد الفنانين ويعرض أعمالًا لأساتذة الفن الحديث في القرن العشرين ومع التركيز على الأعمال التي أُنتجت بين الأربعينيات والثمانينيات. في نسخة 2019 من المعرض؛ انتقل آرت دبي الحديث إلى إحدى القاعتين الرئيسيتين المعاصرتين مما سمح بقراءة أفضل لتاريخ الفن في المنطقة ووضع سياق للأعمال المعاصرة المعروضة.
تتألف اللجنة الاستشارية في آرت دبي الحديث من أستاذة تاريخ الفن ومنسقة مبادرة الدراسات الثقافية العربية والإسلامية المعاصرة في جامعة شمال تكساس الدكتورة ندى الشبوط، وأستاذ مشارك في قسم تاريخ الفن بجامعة كورنيل ورئيس قسم الفنون فيها افتخار دادي، ونائب مدير المتحف الوطني للفنون الحديثة - باريس السيدة كاثرين دافيد، وفالي محلوجي، أمين ومدير عقارات كافيه جولستان، والمستشار المستقل للمتحف البريطاني ومؤسس مركز الأبحاث التنسيقي علم آثار العقد الأخير.

### برنامج المقيمين
قدم آرت دبي نسخته الأولى من برنامج المقيمين، وهو برنامج إقامة مدته أربعة أسابيع استضافه المعرض في مارس (آذار) 2018. من خلال قسم البرنامج والمعرض هذا تجري دعوة فنانين المعرض متعددي التخصصات من جميع أنحاء العالم إلى الإمارات العربية المتحدة لإنشاء أعمال جديدة في مساحات استوديوهات دبي وأبو ظبي المجهزة تجهيزًا كاملًا ومستوحاة من تجاربهم في الإمارات العربية المتحدة . تُعرض أعمال الفنانين المختارة في منطقة عرض خاصة بالمعرض. ركزت نسخة 2019 من برنامج المقيمين حصريًا على أمريكا اللاتينية.

### البوابة
شهد آرت دبي 2019 إطلاق بوابة؛ قسم معرض فريد يقع داخل قاعات المعرض الرئيسية. يضم القسم مشاريع لفنانين أو معارض فردية تركز على الشرق الأوسط وأفريقيا ووسط وجنوب آسيا وكذلك أمريكا اللاتينية.
جرى تنسيق النسخة الافتتاحية من البوابة من قبل المنسقة الفرنسية الكاميرونية إليز أتانجانا، وركزت على الأعمال المفاهيمية للغاية بما في ذلك مقاطع الفيديو والتركيبات والجداريات؛ يهدف القسم إلى منح الزائرين قراءة منسقة للجنوب العالمي ويعمل ، كما يوحي اسمه كبوابة للتطورات الفنية الحالية من هذه المناطق.

## منتدى الفن العالمي
يعد المنتدى العالمي للفنون أكبر مؤتمر سنوي للفنون في الشرق الأوسط وآسيا، ويقام كل عام في آرت دبي. يتضمن المؤتمر محادثات مباشرة وحلقات نقاش وعروض من قبل قادة الفكر، والفنانين، والقيّمين، والكتاب الإقليميين، والدوليين. من بين المتحدثين السابقين شخصيات بارزة مثل هانز أولريش أوبريست، ومايكل ستيب وكريستو، وفي عام 2018 شارك نوح رافورد ومارليس ويرث في إدارة المنتدى العالمي للفنون مع المفوض شومون باسار، وعُقد تحت عنوان "أنا لست روبوتًا'' مع التركيز على موضوع القوة، والبارانويا، وإمكانيات الأتمتة في الوقت المناسب ؛ جرى تنظيم نسخة 2019 من المنتدى العالمي للفنون حول موضوع "هل المدرسة مصنع؟" من قبل المفوض شومون باسار، وفيكتوريا كامبلين وفوز كابرا كمديرين مشاركين.

## التعليم
تقدم برامج آرت دبي التعليمية غير الهادفة للربح برامج للأطفال، وحتى الخريجين إذ تشمل مبادرات آرت دبي التعليمية رحاب آرت دبي، وهي مدرسة فنية مجتمعية للفنانين المقيمين في الإمارات، والقيّمين، والكتاب، والمصممين والمتحمسين، وزملاء المنتدى، وهي زمالة تجمع بين القيمين الشباب والكتاب من الشرق الأوسط حيث يحتوي المعرض أيضًا على برنامج تدريب وتطوع.

## لوحات آرت دبي
في ربيع 2017 بدأ المعرض في إنتاج لوحات فنية في دبي، وهي سلسلة من الأفلام مدتها من دقيقة إلى ثلاث دقائق تركز على الفنانين المرتبطين بالمعرض من خلال برامجه وصالات العرض المشاركة فيه. تعد لوحات صور آرت دبي فريدة من نوعها في إظهار المساحات الشخصية ومساحات العمل الخاصة بالفنانين بالإضافة إلى تصوير شخصيتهم بمثابة مورد فريد من نوعه للمنسقين والباحثين العاملين على الفن من المنطقة.

## الأثر الاقتصادي
في مارس 2016، أصدرت الشركة الأم للمعرض (مجموعة آرت دبي)، نتائج استطلاع مستقل لأسبوع الفن 2015 (18-25 مارس 2015). تظهر النتائج أن إجمالي الأثر الاقتصادي لفعاليتي آرت دبي، و ديزاين داي (أيام التصميم) على الاقتصاد المحلي وقطاع الخدمات بلغ 35 مليون دولار أمريكي على مدار سبعة أيام.   

## روابط خارجية
- موقع آرت دبي
- المعارض الفنية والفعاليات دبي